# Liparis flava
Liparis flava är en orkidéart som först beskrevs av Leonid Vladimirovitj Averjanov, och fick sitt nu gällande namn av Leonid Vladimirovitj Averjanov. Liparis flava ingår i släktet gulyxnen, och familjen orkidéer. Inga underarter finns listade i Catalogue of Life.